# Pinochia peninsularis
Pinochia peninsularis är en oleanderväxtart som först beskrevs av Robert Everard Woodson, och fick sitt nu gällande namn av M.E.Endress och B.F.Hansen. Pinochia peninsularis ingår i släktet Pinochia och familjen oleanderväxter. Inga underarter finns listade i Catalogue of Life.